# Billie Eilish

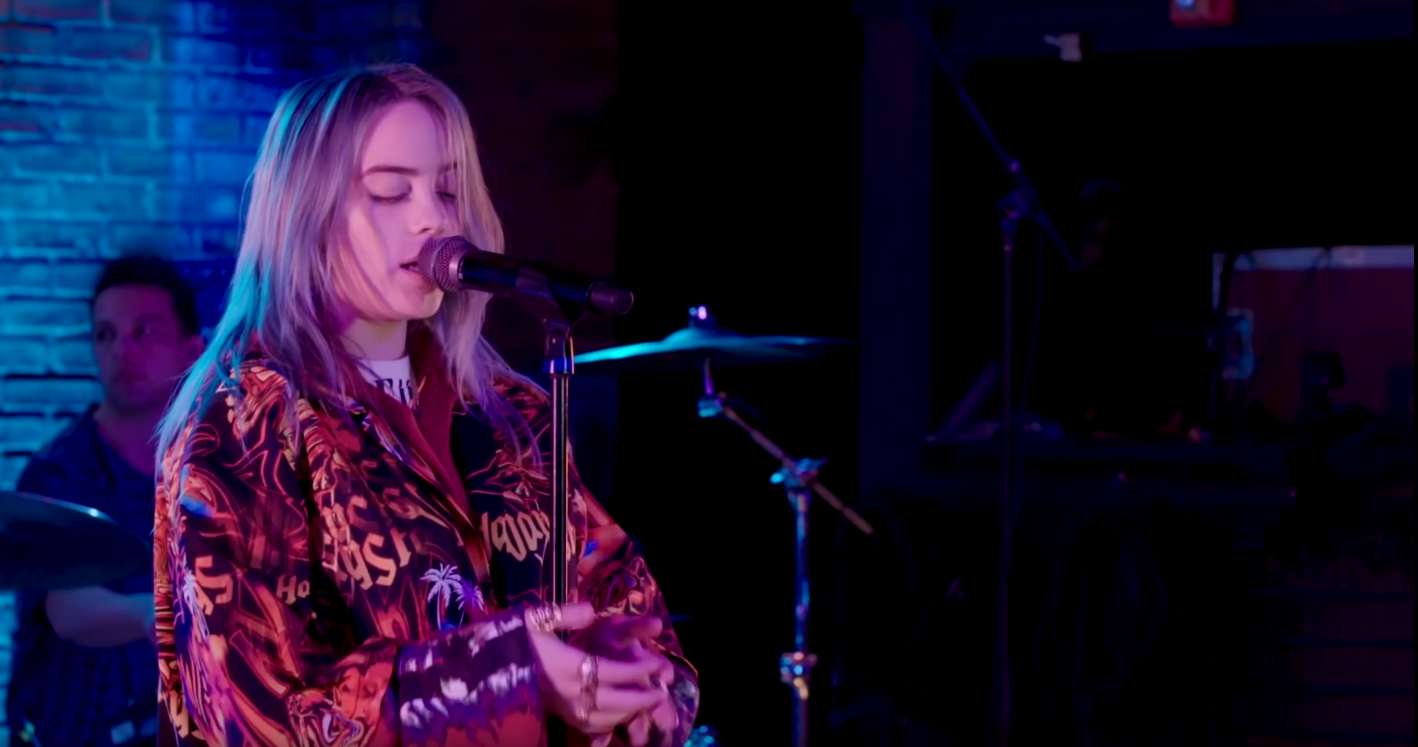
Billie Eilish năm 2019

Billie Eilish Pirate Baird O'Connell (/ˈaɪlɪʃ/ EYE-lish; sinh ngày 18 tháng 12 năm 2001) là một nữ ca sĩ và nhạc sĩ người Mỹ. Cô lần đầu tiên được công chúng chú ý vào năm 2015 với đĩa đơn đầu tay "Ocean Eyes", sau đó được phát hành bởi công ty con Darkroom của Interscope Records. Bài hát được viết và sản xuất bởi anh trai của cô là Finneas O'Connell, người mà cô thường xuyên hợp tác về âm nhạc và trong các buổi biểu diễn trực tiếp. Mini album đầu tay Don't Smile at Me (2017) của cô đạt được nhiều thành công về mặt thương mại, ra mắt trong top 15 ở Hoa Kỳ, Vương quốc Anh, Canada và Úc.
Album phòng thu đầu tiên When We All Fall Asleep, Where Do We Go? (2019) của nữ ca sĩ dẫn đầu bảng xếp hạng Billboard 200 của Hoa Kỳ và đạt vị trí số 1 tại Vương quốc Anh. Đây là một trong những album bán chạy nhất năm 2019, nổi lên nhờ vào sự thành công từ đĩa đơn thứ năm "Bad Guy" của cô - đĩa đơn quán quân đầu tiên của Billie Eilish trên Billboard Hot 100. Năm 2020, cô đồng sáng tác và thể hiện bài hát chủ đề "No Time to Die" trong bộ phim cùng tên về điệp viên James Bond, dẫn đầu bảng xếp hạng đĩa đơn của Vương quốc Anh và được đề cử cho Ca khúc trong phim xuất sắc nhất. Các đĩa đơn kế tiếp của cô là "Everything I Wanted", "My Future", "Therefore I Am" và "Your Power" đều ra mắt trong top 10 tại Hoa Kỳ và Vương quốc Anh. Album phòng thu thứ hai Happier Than Ever (2021) của cô đạt vị trí số 1 tại 25 quốc gia.
Billie Eilish đã nhận được nhiều giải thưởng, bao gồm 7 giải Grammy Awards, 4 giải Brit Awards, 3 giải MTV Video Music Awards, 2 giải American Music Awards, 1 giải Golden Globe Awards, 1 giải Oscar cho hạng mục Ca khúc trong phim xuất sắc nhất, và 2 kỷ lục Guinness thế giới. Cô là nghệ sĩ trẻ tuổi nhất trong lịch sử Grammy cũng như là nghệ sĩ thứ hai chiến thắng ở cả 4 hạng mục chính của Grammy — Nghệ sĩ mới xuất sắc nhất, Thu âm của năm, Bài hát của năm và Album của năm — trong cùng một năm. Cô được tạp chí Time vinh danh trong danh sách Time 100 Next ấn bản đầu tiên vào năm 2019 và danh sách chính là Time 100 vào năm 2021. Theo RIAA và Billboard, Billie,  Eilish là nghệ sĩ sở hữu đĩa đơn kỹ thuật số được chứng nhận cao thứ 26 và là một trong những nghệ sĩ thành công nhất trong những năm 2010.

## Tiểu sử

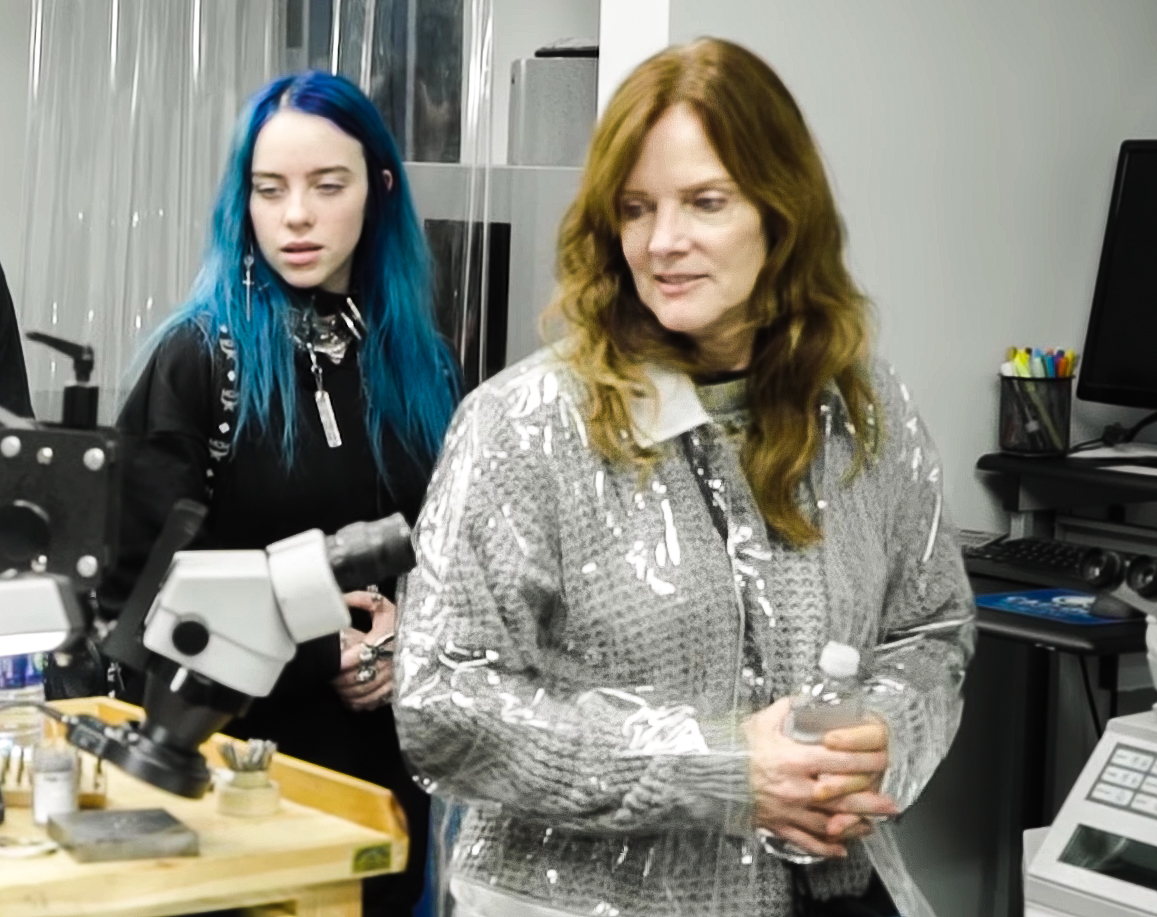
Eilish với mẹ của cô, Maggie Baird vào tháng 11 năm 2018.

Billie Eilish Pirate Baird O'Connell sinh vào ngày 18 tháng 12 năm 2001 tại Los Angeles, California. Cô là con gái của nữ diễn viên và giáo viên Maggie Baird và nam diễn viên Patrick O'Connell, cả hai đều là nhạc sĩ và cùng làm việc trong các chuyến lưu diễn của Eilish. Eilish là người gốc Ireland và Scotland, người Thụy Sĩ gốc Đức, người Bỉ gốc Flemish ở xa. Cô được thụ thai bằng phương pháp thụ tinh trong ống nghiệm. Ban đầu, tên đệm Eilish của cô vốn được chọn làm tên chính, trong khi Pirate là tên đệm của cô. Cô được nuôi dưỡng trong khu dân cư công viên Highland của Los Angeles.
Billie Eilish và anh trai của cô là Finneas được Baird giáo dục tại gia, một quyết định mà cha mẹ của họ sắp đặt để dành nhiều thời gian hơn cho họ và cho họ quyền tự do theo đuổi niềm đam mê của mình. Baird dạy cho Billie và Finneas những điều cơ bản về sáng tác nhạc. Billie cho biết anh trai và mẹ của cô là những người truyền cảm hứng cho cô đến với âm nhạc. Cha mẹ của họ luôn khuyến khích 2 anh em tự thể hiện bản thân và khám phá bất cứ điều gì mà họ muốn, bao gồm nghệ thuật, khiêu vũ và diễn xuất. Cô cũng biểu diễn tại các chương trình tìm kiếm tài năng và tham gia Dàn hợp xướng Thiếu nhi Los Angeles vào năm 8 tuổi. Khi lên 6 tuổi, cô bắt đầu chơi đàn ukulele. Cô viết bài hát "thực sự" đầu tiên của mình vào năm 11 tuổi cho khóa học sáng tác nhạc do mẹ của cô giảng dạy. Bài hát kể về ngày tận thế của thây ma, lấy cảm hứng từ bộ phim truyền hình The Walking Dead, trong đó cô bổ sung phần kịch bản phim và tên của tập phim vào bài hát như là một phần của bài tập. Billie còn tham gia một số buổi thử giọng diễn xuất, điều mà cô không thích; mặc dù vậy, cô rất thích thu âm các đoạn hội thoại trong những cảnh quay đám đông và tham gia các bộ phim như Nhật ký chú bé nhút nhát, Ramona Và Beezus và loạt phim điện ảnh X-Men.

## Sự nghiệp

### 2015–2017:Don't Smile at Me
Tháng 10 năm 2015, Billie thu âm bản "Ocean Eyes" viết bởi Finneas cho ban nhạc của anh ấy và gửi nó đến giáo viên dạy múa của cô, người hy vọng có một bản vũ đạo cho bài này. Theo như video chia sẻ của Billie trên YouTube, khi cô hoàn thiện phần lời bài hát này thì cô mới chỉ có 13 tuổi và khi MV được đăng tải thì cô mới bước sang tuổi 14.
"Ocean Eyes" được phát hành dưới dạng single ra mắt trên SoundCloud năm 2016, một video âm nhạc tương tự được phát hành vào ngày 24 tháng 3 năm 2016, và video vũ đạo phát hành ngày 22 tháng 10 sau đó. Qua Darkroom và Interscope Records đã nhận được nhiều phản hồi tích cực. "Bài hát này là pop tự nhiên, hòa quyện với ballad, tôi không thể tin nó là một hit lớn", Chris DeVille của Stereogum đã nói vậy. Ngày 14 tháng 1 năm 2017, Eilish phát hành một bản mở rộng với 4 bản remix của "Ocean Eyes".

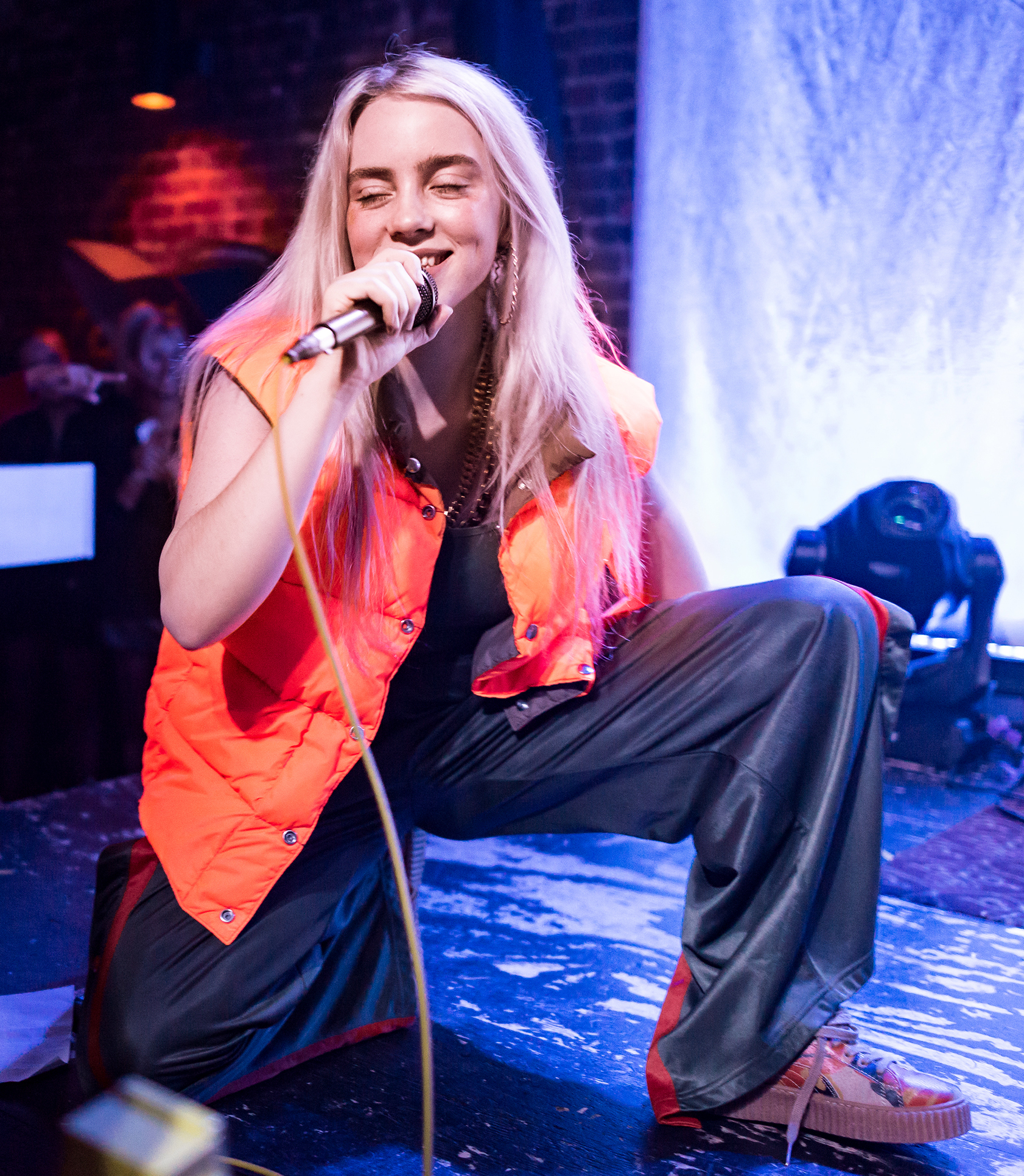
Eilish biểu diễn vào tháng 8 năm 2017

Cùng năm đó, single "Six Feet Under" được phát hành.
Nối tiếp những thành công của "Ocean Eyes", Billie phát hành single "Bellyache" vào 24 tháng 2 năm 2017, được sản xuất và đồng sáng tác với người anh trai của mình, video được phát hành sau đó vào ngày 22 tháng 3 năm 2017. Đây là music video đầu tiên của cô phát hành trên Vevo. Ngày 30 tháng 3, Billie phát hành single "Bored" với tư cách là nhạc nền cho loạt phim truyền hình Netflix 13 lý do tại sao. Ngày 30 tháng 6 năm 2017, Billie Eilish phát hành single "Watch" với một single nối tiếp, "Copycat" phát hành 11 tháng 7 năm 2017, và công bố phát hành bản mở rộng của Don't Smile at Me. Sau đó, Billie phát hành thêm "idontwannabeyouanymore" và "My Boy". Don't Smile at Me được phát hành vào ngày 12 tháng 8 năm 2017, sau đó cùng với rapper người Mỹ Vince Staples cho bản Remix của "watch với tiêu đề "&burn".

### 2018–2020:When We All Fall Asleep, Where Do We Go?
Vào tháng 2 năm 2018, Billie Eilish bắt đầu thực hiện tour lưu diễn "Where's My Mind", kết thúc vào tháng 4 năm 2018. Cho Record Store Day của năm 2018, Billie biểu diễn bản acoustic của single "Party Favor" và "Hotline Bling" của Drake.
Vào ngày 20 tháng 3 năm 2018, Billie Eilish xác nhận rằng cô đang thực hiện một album và nó sẽ được phát hành vào cuối năm nay.
Hợp tác với ca sĩ trẻ Khalid, tháng 4 năm 2018, Billie cho phát hành single "lovely" và là nhạc nền cho mùa 2 của 13 Reasons Why và bản audio và MV chính thức của bài hát được đăng lên YouTube. Cùng ngày ra audio và MV của lovely, cô cũng đã ra mắt single "bitches broken hearts" trên YouTube. Ca khúc đã đạt hơn 100 triệu lượt play trên Spotify đến tháng 4 năm 2019 và 30 triệu lượt view trên YouTube.
Vào tháng 7 năm 2018, trong một cuộc phỏng vấn với BBC Radio 1, cô đã thông báo rằng album đầu tay của mình dự kiến sẽ được phát hành vào ngày 29 tháng 3 năm 2019.
Không lâu sau đó, ngày 17 tháng 10 năm 2018, Billie ra mắt ''when the party's over'' (audio) và MV chính thức xuất hiện một tuần sau đó. Ca khúc đứng vị trí thứ 18 trên Spotify với hơn 2 triệu lượt nghe, audio cũng đứng ở vị trí thứ 5 trên top thịnh hành của YouTube và MV đứng đầu trong 24 giờ đầu tiên sau khi đăng tải. Billie EilishBillie EilishBillie Eilish - when the party's over (Official Music Video) Chính ''when the party's over'' cũng giúp cô nằm trong danh sách 'The beats 1 list'' của Apple Music
Ngày 8 tháng 10 năm 2018, MV hostage (của don't smile at me) được phát hành để hoàn thiện audio cùng tên mà trước đây cô đã phát hành, hiện đạt hơn 5 triệu lượt xem và nằm trên Top thịnh hành trong nhiều ngày đầu sau khi ra mắt. Billie Eilish - hostage (Official Music Video)

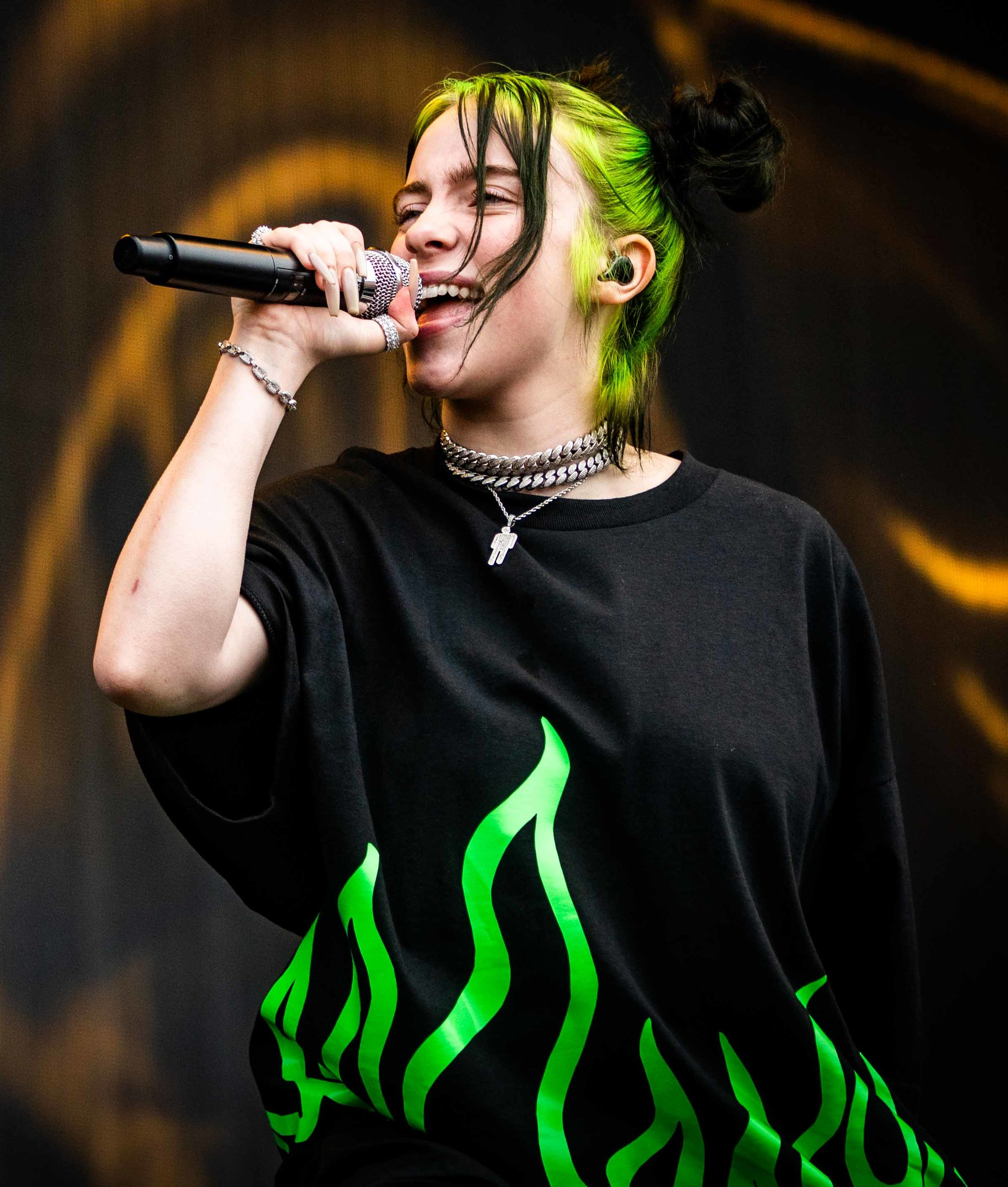
Eilish biểu diễn tại Pukkelpop 2019

Buổi diễn ngày 24 tháng 10 năm 2018 tại The Showbox ở Seattle, Mỹ bị hủy. Trước đó, Billie đã biểu diễn một ca khúc mới ''6.18.18'' với nhiều ca từ và nội dung nhắc đến rapper người Mỹ mới qua đời Jahseh Onfroy (cũng được biết đến là xxxtentacion) vì sức ảnh hưởng lớn của anh đối với cô. Vì việc bị hủy này nên Billie được cho là sẽ không đưa ''6.18.18' vào một album cũng như biểu diễn nó trên sân khấu. Billie Eilish - 6.18.18
Vào ngày 29 tháng 1 năm 2019, Billie Eilish chính thức công bố album đầu tay của cô có tựa đề When we all fall asleep, where do we go? và cũng tiết lộ rằng cô sẽ phát hành một đĩa đơn mang tên "bury a friend" vào ngày hôm sau tại 9 giờ sáng theo múi giờ Thái Bình Dương. Cô tiếp tục đăng tải một đoạn teaser dài 16 giây với giọng hát của mình trong khi bị nắm lấy và đẩy bởi bàn tay đeo găng. Nó được phát hành vào ngày dự kiến, được công chiếu trên chương trình Beats 1 của Zane Lowe với tư cách là Kỷ lục Thế giới trong ngày. Cô cũng xuất hiện trên chương trình Âm thanh Tương lai của Annie Mac trên BBC Radio 1 và thảo luận về ca khúc, đó là "Bản thu âm nóng nhất" của Mac trong ngày.
Vào ngày 4 tháng 3 năm 2019, Billie cho ra mắt "wish you were gay", đóng vai trò là single thứ 4 trong When we all fall asleep, where do we go?.
Vào ngày 29 tháng 3 năm 2019, cô cho ra mắt "bad guy", single thứ 5 trong When we all fall asleep, where do we go?. Cùng ngày cô đã chính thức ra mắt album đầu tay của mình - When we all fall asleep, where do we go?. Từ ngày 20 tháng 4, chuyến lưu diễn When we all fall asleep, where do we go? World Tour bắt đầu, nhằm quảng bá cho album.

### 2021–2023:Happier Than EvervàGuitar Songs
Vào ngày 27 tháng 4 năm 2021, Eilish thông báo trên tài khoản Instagram của mình rằng album thứ hai mang tên Happier Than Ever sẽ được phát hành vào ngày 30 tháng 7, và danh sách bài hát đã được công bố trên Apple Music. Album được phát hành dưới nhiều định dạng khác nhau, bao gồm cả bản vinyl sưu tầm được và cassette colour.  Vào ngày 28 tháng 4, cô đã chính thức công bố đĩa đơn thứ 3 của album sẽ được ra mắt, mang tên ""Your Power", và video âm nhạc của ca khúc sẽ được ra mắt ngay vào hôm sau, 29 tháng 4. Vào ngày 1 tháng 6, Billie đã chính thức thông báo về việc ra mắt đĩa đơn thứ 4 của album, "Lost Cause" cùng video âm nhạc được ra mắt vào ngày 2 tháng 6. Đĩa đơn thứ 5 của album, "NDA", được ra mắt vào ngày 2 tháng 7 cùng với video ca nhạc của nó. Ngày 30 tháng 7, album ra mắt và video cho bài hát chủ đề cũng được ra mắt.

## Hình tượng

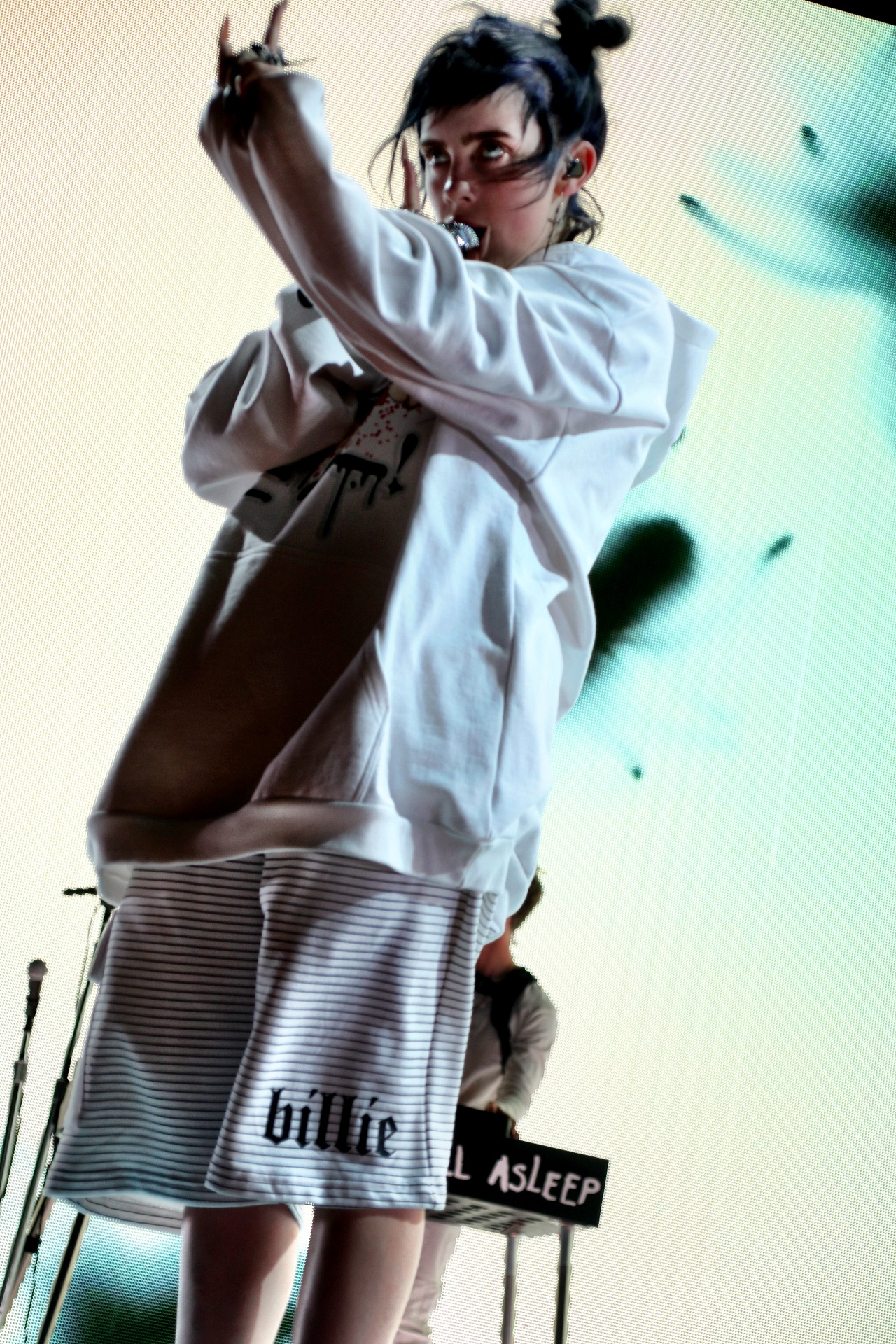
Billie Eilish vào tháng 6 năm 2019

Phần lớn sự chú ý của giới truyền thông đối với Bilie Eilish luôn xoay quanh phong cách thời trang của cô, chủ yếu bao gồm quần áo rộng thùng thình, không phù hợp với dáng người. Năm 2017, Billie tuyên bố rằng cô thích mặc quần áo thoải mái để cảm thấy như cô thu hút sự chú ý của mọi người xung quanh. Cô cố gắng "thật sự khác biệt với nhiều người" và ăn mặc đối lập với trang phục của người khác. Nhằm mục đích "trông đáng nhớ", cô nói rằng cô "đã chứng minh cho mọi người thấy [cô] quan trọng hơn họ nghĩ" và thích trở thành "đáng sợ, vì vậy mọi người sẽ lắng nghe." Năm 2019, cô nói rằng, "Theo thời gian, nó bắt đầu trở thành một chủ đề bàn tán như, "Billie Eilish, rùng rợn, kỳ dị, cô gái đáng sợ" và tôi không thích điều đó, thật khập khiễng. Tôi không muốn được biết đến bằng chỉ một điều đó." Năm đó, Billie xuất hiện trong một quảng cáo của Calvin Klein, trong đó cô nói rằng cô mặc quần áo rộng thùng thình để ngăn chặn mọi người miệt thị ngoại hình của cô.

### Sản phẩm và quảng cáo
Vào tháng 4 năm 2019, Billie Eilish đã phát hành dòng quần áo hợp tác với Takashi Murakami, lấy cảm hứng từ video âm nhạc của cô cho "You Should See Me in a Crown", cũng do Murakami đạo diễn và hoạt hình, cũng như một hình ảnh vinyl phiên bản giới hạn của cô từ video. Billie cũng hợp tác với Adobe Creative Cloud cùng tháng cho một series quảng cáo cũng như một cuộc thi nghệ thuật truyền thông xã hội, nơi người dùng sẽ gửi tác phẩm nghệ thuật với hashtag "#BILLIExADOBE". Billie đã xuất hiện trong buổi ra mắt chiến dịch quảng cáo "I speak My Truth In #MyCalvins" của Calvin Klein vào tháng 5 năm 2019, cũng như chiến dịch "Seize the Awkward" của Ad Council, một series của PSAa nhắm mục tiêu nhận thức về sức khỏe tâm thần. Cô đã mở đầu chiến dịch quảng cáo mùa thu 2019 của MCM Worldwide vào tháng 7 năm 2019, và cuối tháng đó, hợp tác với thương hiệu quần áo Freak City có trụ sở tại Los Angeles cho một dòng quần áo. Cũng trong tháng 7 năm 2019, cô đã biểu diễn trong một bữa ăn tối do Chanel tổ chức trên đảo Shelter để chào mừng câu lạc bộ du thuyền pop-up của thương hiệu.
Vào tháng 8 năm 2019, Billie Eilish hợp tác với Apple để cho phép khách hàng của Apple Store nghe thử bài hát "You Should See Me in a Crown" trong các phiên Music Lab trong các cửa hàng của nó. Sự hợp tác của Billie với công ty quần áo Siberia Hills, đã gặp phải tranh cãi đạo nhái sau khi tiết lộ rằng công ty đã sử dụng các thiết kế từ fan art cho nhân vật hoạt hình Nozomi Tojo của Love Live!, được vẽ bởi nghệ sĩ Makoto Kurokawa, cho dòng quần áo của Billie. Thương hiệu này sau đó đã làm rõ rằng bản thân cô không có kiến thức về vấn đề đạo nhái.

## Đời tư
Billie sống cùng với cha mẹ ở khu dân cư công viên Highland của Los Angeles cho đến khi cô chuyển ra ngoài vào năm 2019. Cô cho biết vào năm 2021 rằng cô vẫn dành nhiều thời gian trong phòng ngủ thời thơ ấu của mình để được gần gũi với cha mẹ. Billie chia sẻ rằng cô mắc hội chứng Tourette, cảm giác kèm và từng trải qua chứng trầm cảm. Điều này dẫn đến một sự cố mà cô từng lên kế hoạch tự tử, điều mà cô tuyên bố rằng bạn của cô là nam rapper người Mỹ quá cố XXXTentacion khuyên can cô không nên làm điều dại dột.
Billie từng hẹn hò với nam rapper Brandon Adams, còn được biết đến với nghệ danh 7:AMP. Họ chia tay vào năm 2019.
Trong một cuộc phỏng vấn vào tháng 11 năm 2023 với tạp chí Variety, Eilish bộc lộ cô "bị hấp dẫn về mặt cơ thể" bởi phụ nữ. Tại một sự kiện thảm đỏ do Variety tài trợ một tháng sau đó, một phóng viên từ tạp chí đã hỏi Eilish trong cuộc phỏng vấn rằng cô "có ý định công khai" không. Cô đáp lại là không, nói rằng cô "không nhận ra là mọi người không biết" trong khi ghi nhận cô "lo lắng khi nói về nó". Eilish sau đó cáo buộc người phóng viên trên Instagram đã để lộ xu hướng tính dục của cô trên thảm đỏ, nói rõ cô "[thích] con trai và con gái" nhưng muốn được "[để yên] một mình về chuyện đó".

## Danh sách đĩa nhạc
- When We All Fall Asleep, Where Do We Go? (2019)
- Happier Than Ever (2021)
- Hit Me Hard and Soft (2024)

## Danh sách phim

### Phim điện ảnh
| Năm                                             | Tên                                        | Vai                        | Ghi chú       | Nguồn  |
| ----------------------------------------------- | ------------------------------------------ | -------------------------- | ------------- | ------ |
| 2020                                            | Justin Bieber: Seasons                     | Bản thân                   | Phim tài liệu | [ 77 ] |
| 2020                                            | Not My Responsibility                      | Bản thân                   | Phim ngắn     | [ 78 ] |
| 2020                                            | Coachella: 20 Years in the Desert          | Bản thân                   | Phim tài liệu | [ 79 ] |
| 2021                                            | Billie Eilish: The World's a Little Blurry | Bản thân                   | Phim tài liệu | [ 80 ] |
| Happier Than Ever: A Love Letter to Los Angeles | Concert film                               | [ 81 ]                     |               |        |
| 2022                                            | When Billie Met Lisa                       | Voice; animated short film | [ 82 ]        |        |

### Phim truyền hình
| Năm  | Tên                 | Vai      | Ghi chú                            | Nguồn  |
| ---- | ------------------- | -------- | ---------------------------------- | ------ |
| 2021 | Saturday Night Live | Bản thân | Tập: "Billie Eilish/Billie Eilish" | [ 83 ] |
| 2022 | Sesame Street       | Bản thân | Tập: "Elmo's Number Adventure"     |        |
| 2023 | Swarm               | Eva      | Episode: "Running Scared"          | [ 84 ] |

## Chuyến lưu diễn
- Don't Smile at Me Tour (2017)
- Where's My Mind Tour (2018)
- 1 by 1 Tour (2018–2019)[85]
- When We All Fall Asleep Tour (2019)
- Where Do We Go? World Tour (2020)
- Happier Than Ever, The World Tour (2022)[86]

## Giải thưởng và thành tựu
Eilish đã nhận được nhiều giải thưởng, bao gồm 7 giải Grammy Awards, 4 giải Brit Awards, 3 giải Billboard Music Awards, 3 giải MTV Video Music Awards, 2 giải American Music Awards, 2 giải MTV Europe Music Awards, 1 giải Golden Globe Awards và 2 giải Oscar cho hạng mục Ca khúc trong phim xuất sắc nhất. Ngoài ra cô sở hữu 2 kỷ lục Guinness thế giới.
Năm 2019, Time vinh danh cô trong danh sách Time 100 Next ấn bản đầu tiên của họ. Billie là nữ nghệ sĩ trẻ tuổi nhất, nghệ sĩ thứ hai từ trước đến nay và là nữ nghệ sĩ đầu tiên chiến thắng ở cả 4 hạng mục chính của Grammy — Nghệ sĩ mới xuất sắc nhất, Thu âm của năm, Bài hát của năm và Album của năm — trong cùng một năm.

### Giải Grammy
| Năm  | Hạng mục                           | Đề cử cho                                               | Kết quả   |  |
| ---- | ---------------------------------- | ------------------------------------------------------- | --------- |  |
| 2020 | Best New Artist                    | —                                                       | Đoạt giải |  |
| 2020 | Album Of The Year                  | When We All Fall Asleep, Where Do We Go?                | Đoạt giải |  |
| 2020 | Best Pop Vocal Album               | When We All Fall Asleep, Where Do We Go?                | Đoạt giải |  |
| 2020 | Record Of The Year                 |                                                         | Đoạt giải |  |
| 2020 | Song Of The Year                   | Bad Guy                                                 | Đoạt giải |  |
| 2020 | Best Pop Solo Performance          | Bad Guy                                                 | Đề cử     |  |
| 2021 | Record Of The Year                 | Everything I Wanted                                     | Đoạt giải |  |
| 2021 | Song Of The Year                   | Everything I Wanted                                     | Đề cử     |  |
| 2021 | Best Pop Solo Performance          | Everything I Wanted                                     | Đề cử     |  |
| 2021 | Best Song Written For Visual Media | No Time To Die                                          | Đoạt giải |  |
| 2022 | Album Of The Year                  | Happier Than Ever                                       | Đề cử     |  |
| 2022 | Record Of The Year                 | Happier Than Ever                                       | Đề cử     |  |
| 2022 | Song Of The Year                   | Happier Than Ever                                       | Đề cử     |  |
| 2022 | Best Pop Vocal Album               | Happier Than Ever                                       | Đề cử     |  |
| 2022 | Best Pop Solo Performance          | Happier Than Ever                                       | Đề cử     |  |
| 2022 | Best Music Video                   | Happier Than Ever                                       | Đề cử     |  |
| 2022 | Best Music Film                    | Happier Than Ever                                       | Đề cử     |  |
| 2023 | Best Original Song                 | What Was I Made For? [From The Motion Picture 'Barbie"] | Đoạt giải |  |